# الإعجاز العلمي في السنة النبوية
الإعجاز العلمي في السنة النبوية، هو مصطلح يشير إلى الإشارات العلمية الواردة في السنة النبوية للنبي محمد. فتلك الأحاديث تعود إلى أكثر من ألف وأربعمائة سنة، وقيلت في بيئة بدائية لا تملك مفاتيح العلم والمعرفة، بالإضافة إلى أن محمدًا كان أُميا، لذا فإن اشتمال كلام النبي محمد وأفعاله وسنته على أمور علمية أُثبتت صحتها عن طريق وسائل العلوم الحديثة يُستدل به على أن المصدر الوحيد لما جاء به محمد من تعاليم هو الوحي الإلهي.
يعتمد العلماء المسلمين المهتمين بقضية الإعجاز العلمي في السنة النبوية عدة ضوابط؛ منها: اختيار الأحاديث المحتوية على إشارات إلى الكون ومكوناته وظواهره، والتثبُّت من معرفة درجة الحديث، واستبعاد كل الأحاديث الموضوعة، وكذلك جمع الأحاديث الواردة في الموضوع الواحد؛ لأن بعضها يفسر بعض، وفهم النص أو النصوص النبوية وفق دلالات الألفاظ في اللغة العربية، ووفق قواعدها، وفهم النص النبوي في ضوء سياقه وملابساته، وفهمه في القرآن الكريم؛ لأن أحاديث رسول الله شارحة لكتاب الله، ومبيِّنة لدلالات آياته..(1). كما أنه ينبغي ألاَّ يُؤَوَّل حديث للنبي لإثبات نظرية علمية تحتمل الشكَّ والصواب، ولكن يجب التعامل فقط مع الحقائق العلمية الثابتة.

## في الطب

### حديث خلق الإنسان

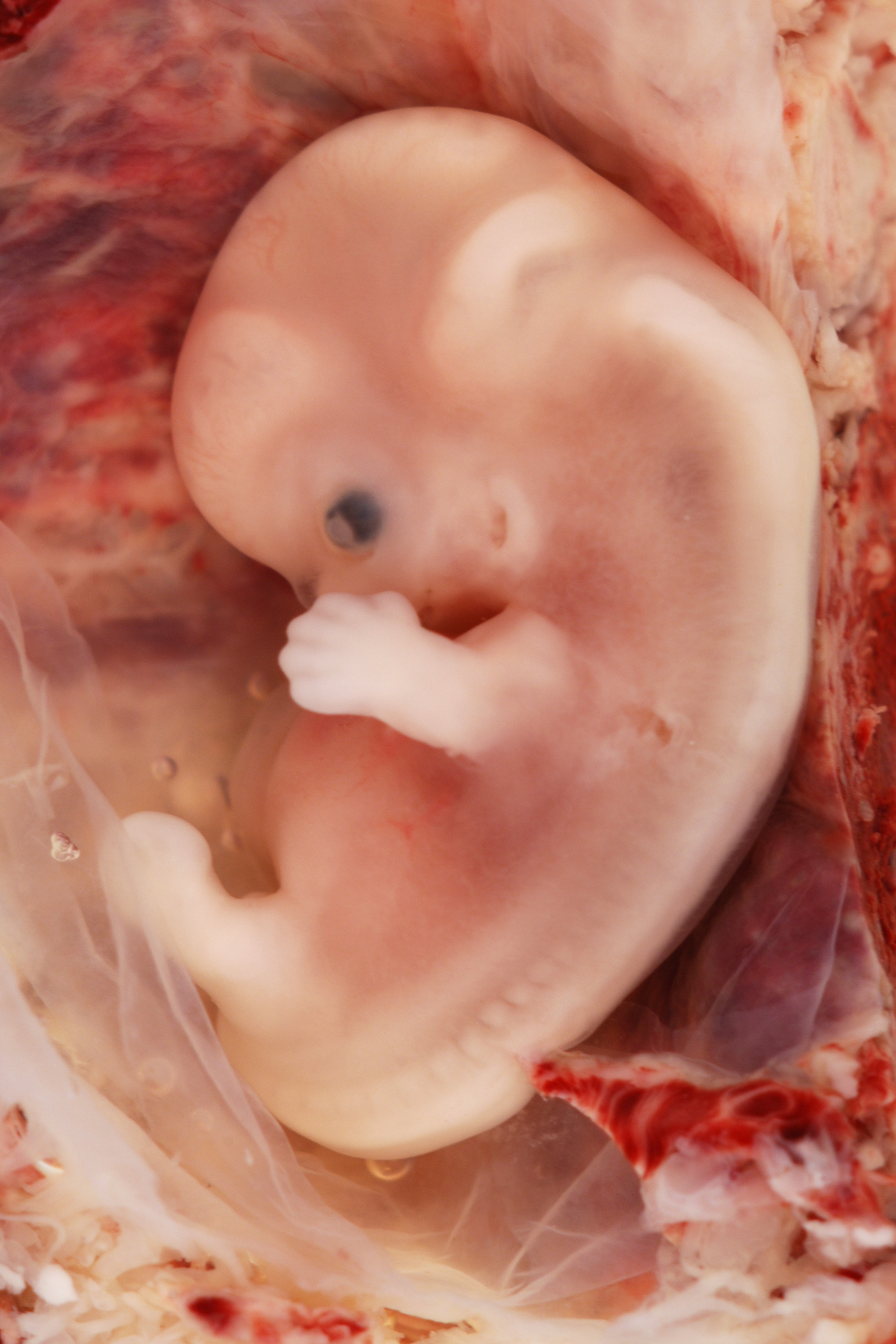
جنين بشري في الأسبوع التاسع من النمو

ومن الأحاديث النبوية التي يؤمن القائلون بالإعجاز العلمي أن بها إعجازاً هو حديث «إِنَّ أَحَدَكُمْ يُجْمَعُ فِي بَطْنِ أُمِّهِ أَرْبَعِينَ يَوْمًا، ثُمَّ يَكُونُ عَلَقَةً مِثْلَ ذَلِكَ، ثُمَّ يَكُونُ مُضْغَةً مِثْلَ ذَلِكَ...».
يوضح الحديث أن خلق الإنسان يمرُّ بثلاث مراحل، وهي: النطفة، والعلقة، والمضغة، تكتمل خلال الأربعين يومًا الأولى من بدء عملية الإخصاب، وفي حديثٌ آخر يقول النبي: «إِذَا مَرَّ بِالنُّطْفَةِ ثِنْتَانِ وَأَرْبَعُونَ لَيْلَةً بَعَثَ اللَّهُ إِلَيْهَا مَلَكًا، فَصَوَّرَهَا، وَخَلَقَ سَمْعَهَا وَبَصَرَهَا وَجِلْدَهَا وَلَحْمَهَا وَعِظَامَهَا...». وهناك عدة أحاديث نبوية في موضوع مراحل خلق الجنين، منها:
- حَدَّثَنَا حُسَيْنُ بْنُ الْحَسَنِ حَدَّثَنَا أَبُو كُدَيْنَةَ عَنْ عَطَاءِ بْنِ السَّائِبِ عَنِ الْقَاسِمِ بْنِ عَبْدِ الرَّحْمَنِ عَنْ أَبِيهِ عَنْ عَبْدِ اللَّهِ قَالَ مَرَّ يَهُودِيٌّ بِرَسُولِ اللَّهِ ﷺ وَهُوَ يُحَدِّثُ أَصْحَابَهُ فَقَالَتْ قُرَيْشٌ يَا يَهُودِيُّ إِنَّ هَذَا يَزْعُمُ أَنَّهُ نَبِيٌّ فَقَالَ لأَسْأَلَنَّهُ عَنْ شَيْءٍ لَا يَعْلَمُهُ إِلَّا نَبِيٌّ قَالَ فَجَاءَ حَتَّى جَلَسَ ثُمَّ قَالَ يَا مُحَمَّدُ مِمَّ يُخْلَقُ الْإِنْسَانُ. قَالَ: «يَا يَهُودِيُّ مِنْ كُلٍّ يُخْلَقُ مِنْ نُطْفَةِ الرَّجُلِ وَمِنْ نُطْفَةِ الْمَرْأَةِ فَأَمَّا نُطْفَةُ الرَّجُلِ فَنُطْفَةٌ غَلِيظَةٌ مِنْهَا الْعَظْمُ وَالْعَصَبُ وَأَمَّا نُطْفَةُ الْمَرْأَةِ فَنُطْفَةٌ رَقِيقَةٌ مِنْهَا اللَّحْمُ وَالدَّمُ» فَقَامَ الْيَهُودِيُّ فَقَالَ هَكَذَا كَانَ يَقُولُ مَنْ قَبْلَكَ.

- حدثني هارون بْنُ سَعِيدٍ الْأَيْلِيُّ حَدَّثَنَا عَبْدُ اللَّهِ بْنُ وَهْبٍ أَخْبَرَنِي مُعَأوِيَةُ يَعْنِي ابْنَ صَالِحٍ عَنْ علي بْنِ أَبِي طَلْحَةَ عَنْ أَبِي الْوَدَّاكِ عَنْ أَبِي سَعِيدٍ الْخُدْرِيِّ سَمِعَهُ يَقُولُ سُئِلَ رَسُولُ اللَّهِ ـ صَلَّى اللَّهُ عَلَيْهِ وَسَلَّمَ ـ عَنِ الْعَزْلِ. فَقَالَ: «مَا مِنْ كُلِّ الْمَاءِ يَكُونُ الْوَلَدُ وَإِذَا أَرَادَ اللَّهُ خَلْقَ شَيْءٍ لَمْ يَمْنَعْهُ شَيْءٌ». حَدَّثَنِي أَحْمَدُ بْنُ الْمُنْذِرِ الْبَصْرِيُّ حَدَّثَنَا زَيْدُ ابْنُ حُبَابٍ حَدَّثَنَا مُعَأوِيَةُ أَخْبَرَنِي عَلِيُّ بْنُ أَبِي طَلْحَةَ الْهَاشِمِيُّ عَنْ أَبِي الْوَدَّاكِ عَنْ أَبِي سَعِيدٍ الْخُدْرِيِّ عَنِ النَّبِيِّ ـ صَلَّى اللَّهُ عَلَيْهِ ـ وَسَلَّمَ بِمِثْلِهِ.

- حَدَّثَنَا عُمَرُ بْنُ عُبَيْدٍ عَنْ أَبِي إِسْحَاقَ عَنْ أَبِي الْوَدَّاكِ عَنْ أَبِي سَعِيدٍ الْخُدْرِيِّ قَالَ سُئِلَ رَسُولُ اللَّهِ ـ صَلَّى اللَّهُ عَلَيْهِ وَسَلَّمَ ـ عَنِ الْعَزْلِ فَقَالَ: «لَيْسَ مِنْ كُلِّ الْمَاءِ يَكُونُ الْوَلَدُ إِذَا أَرَادَ اللَّهُ أَنْ يَخْلُقَ شَيْئًا لَمْ يَمْنَعْهُ شَيْءٌ».

حتى نهاية القرن الثامن عشر الميلادي كان الناس يعتقدون أن الإنسان يخلق جسمه كاملاً بأبعاد متناهية في الصغر من دم الحيض، وبعد اكتشاف بويضة الأنثى قالوا بأن الإنسان يخلق كاملاً فيها كما يخلق فرخ الدجاجة في بيضتها، ولكن بعد اكتشاف الحيوان المنوي نادوا بأن الجنين يخلق كاملاً في رأس ذلك الحيوان على الرغم من ضلته، ولم ينته الجدل بين أنصار كل من هذه التصورات إلا في نهاية القرن الثامن عشر الميلادي حين اكتشفت أهمية كل من الحيوان المنوي والبويضة في عملية تكون البويضة الملقحة التي ينشأ عنها الجنين، ولم يتم الاتفاق على ذلك إلا في نهاية القرن التاسع عشر الميلادي.
وفي القرن العشرين ثبت لعلماء الأجنة أنه من بين ملايين النطف الذكرية ـ الحيوانات المنوية ـ التي تنزل في الدقيقة الواحدة لا يصل منها إلى قناة الرحم إلا خلاصة لا يتعدى عددها الخمسمائة، لذلك يُستدل على الإعجاز العلمي في السنة بحديث النبي: «ما من كل الماء يكون الولد».
علق ابن حجر العسقلاني على الحديث ما نصه: «ويزعم كثير من أهل التشريح أن مني الرجل لا أثر له في الولد إلا في عقده، وأنه إنما يتكون من دم الحيض، وأحاديث الباب تبطل ذلك».
ويؤكد هذا الكلام ابن القيم بقوله في كتابه «التبيان في علوم القرآن» ما نصه:
«ومني الرجل وحده لا يتولد منه الولد ما لم يمازجه مادة أخرى من الأنثى».

## في علوم الفلك

### حديث النجوم أمان للسماء

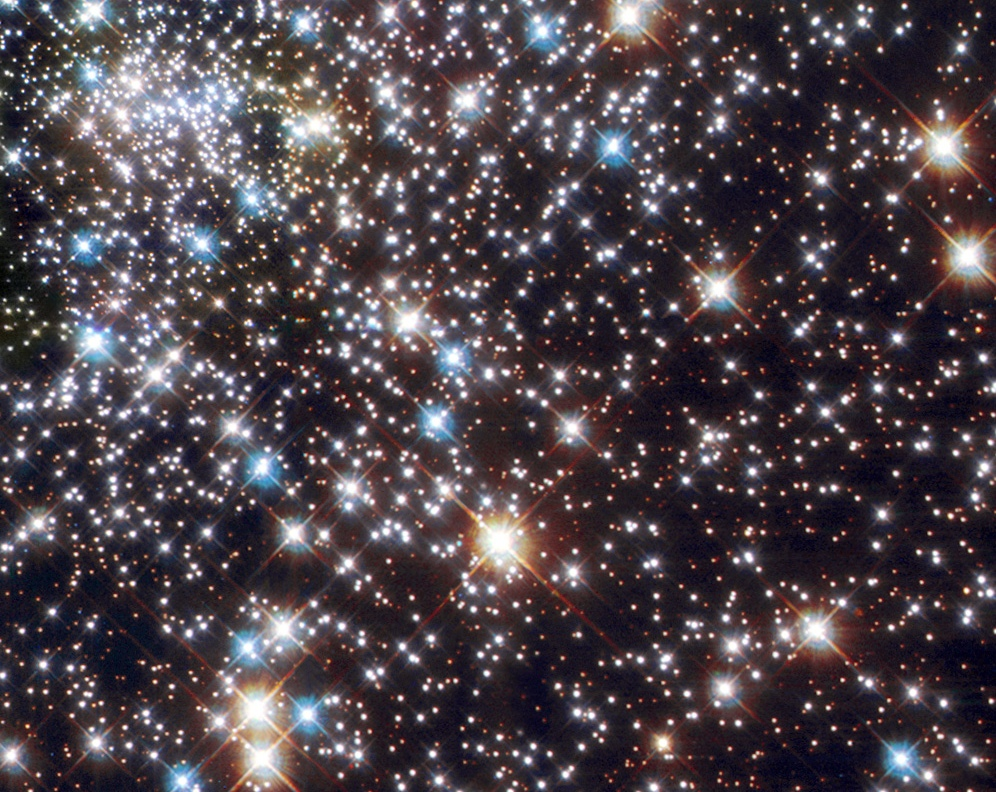
تحتوي هذه الصورة على نجوم زرقاء تعرف بـ"النجوم الزرقاء الشاردة" ويظهر موقعها على رسم هرسل البياني.

عن أبي بردة عن أبيه، قال: صلينا المغرب مع رسول الله، ثم قلنا: لو جلسنا حتى نصلي معه العشاء. قال: فجلسنا، فخرج علينا، فقال:«مَا زِلْتُمْ هَهُنَا؟» قلنا: يا رسول الله، صلينا معك المغرب، ثم قلنا: نجلس حتى نصلي معك العشاء. قال: «أَحْسَنْتُمْ» أو «أَصَبْتُمْ». قال: فرفع رأسه إلى السماء وكان كثيرًا مما يرفع رأسه إلى السماء، فقال:«النُّجُومُ أَمَنَةٌ لِلسَّمَاءِ، فَإِذَا ذَهَبَتِ النُّجُومُ أَتَى السَّمَاءَ مَا تُوعَدُ، وَأَنَا أَمَنَةٌ لأَصْحَابِي، فَإِذَا ذَهَبْتُ أَتَى أَصْحَابِي مَا يُوعَدُونَ، وَأَصْحَابِي أَمَنَةٌ لأُمَّتِي، فَإِذَا ذَهَبَ أَصْحَابِي أَتَى أُمَّتِي مَا يُوعَدُونَ».
يذهب القائلون بالإعجاز إلى أن في هذا الحديث الشريف حقيقة علمية أثبتها العلم الحديث، ألا وهي ذهاب النجوم وانكدارها وطمسها، ثم انفجارها وزوالها بتحوُّلها إلى دُخان السماء.

## في علوم الأرض

### الأرضين السبع

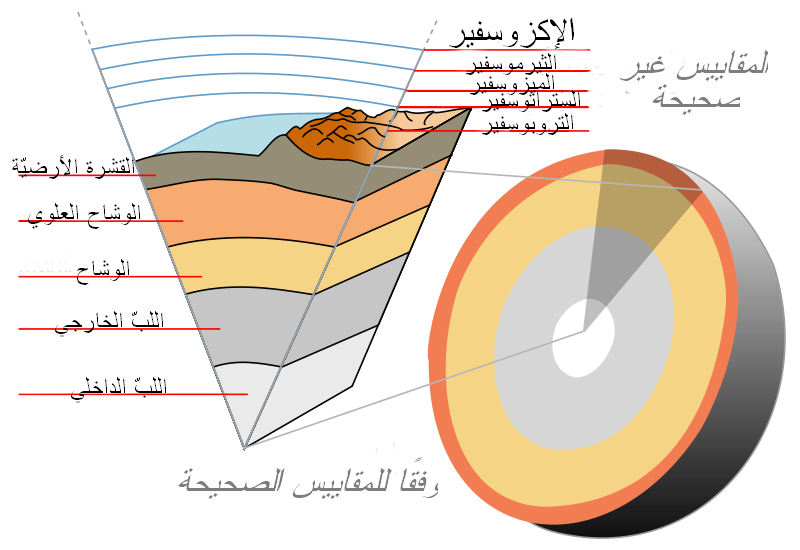
شريحة للبنية الداخلية للأرض تمتد من اللب وحتى الغلاف الخارجي (ليست وفقًا لمقياس رسم)

وردت العديد من الأحاديث أن هناك سبع أرضين:
- «من ظلم قيد شبر طوقه من سبع أرضين» - أخرجه البخاري
- «من ظلم قيد شبر من الأرض طوقه من سبع أرضين» - رواه البخاري
- «من أخذ شيئاً من الأرض بغير حقه خسف به يوم القيامة إلى سبع ارضين» - رواه أحمد في مسنده
- «من أخذ شبرا من الأرض ظلما فإنه يطوقه يوم القيامة من سبع أرضين» - رواه البخاري في صحيحه
- «من ظلم من الأرض شيئا طوقه من سبع أرضين» - رواه البخاري ـ ورواه أحمد.
- وجاء في القرآن نفس المعنى في ختام سورة سورة الطلاق: ﴿اللَّهُ الَّذِي خَلَقَ سَبْعَ سَمَاوَاتٍ وَمِنَ الْأَرْضِ مِثْلَهُنَّ يَتَنَزَّلُ الْأَمْرُ بَيْنَهُنَّ لِتَعْلَمُوا أَنَّ اللَّهَ عَلَى كُلِّ شَيْءٍ قَدِيرٌ وَأَنَّ اللَّهَ قَدْ أَحَاطَ بِكُلِّ شَيْءٍ عِلْمًا ۝١٢﴾ [الطلاق:12].

ويقول البقاعي الذي قال: طباقا أي ذات طباق، بحيث يكون كل جزء منها مطابقا للجزء من الأخرى، ولا يكون جزء منها خارجا عن ذلك، وهي لا تكون كذلك الا ان تكون الأرض كروية، والسماء الدنيا محيطة بها إحاطة قشر البيضة من جميع الجوانب، والسماء الثانية محيطة بالسماء الدنيا، وهكذا إلى أن يكون العرش محيطاً بالكل، والكرسي الذي هو أقربها بالنسبة إليها كحلقة في فلاة، فما ظنك بما تحته وكل سماء من التي فوقها بهذه النسبة، وقد قرر أهل الهيئة أنها كذلك وليس في الشرع ما يخالفه، بل ظاهرة يوافقه.
والأحاديث النبوية المشار إليها تؤيد التصور الأخير الذي أثبتته الدراسات الفيزيائية لتركيب الأرض الداخلي علي النحو التالي:
لب الأرض الصلب:
وهو عبارة عن نواة صلبة من الحديد (90%) والنيكل (9 %) مع قليل من العناصر الخفيفة من مثل الكربون، والفوسفور، والكبريت، والسيليكون[ ؟ ]، والأوكسجين (1%)، وهو تركيب قريب من تركيب النيازك الحديدية مع زيادة واضحة في نسبة الحديد، ويبلغ قطر هذه النواة حالياً حوالي (2402) كيلومتراً.
وتقدر كثافتها بحوالي10الى 13.5 جرام للسنتيمتر المكعب وذلك لأن متوسط كثافة صخور القشرة الأرضية هو 2.7 إلى 3 جرام للسنتيمتر المكعب ومتوسط كثافة الأرض ككل هو 5.5 جرام للسنتيمتر المكعب.
نطاق لب الأرض السائل - الخارجي:
وهو نطاق سائل تقريباً، يحيط باللب الصلب، وله نفس تركيبة الكيميائي تقريباً ولكنه في حالة انصهار، ويقدر سمكه بحوالي (2275) كيلومتراً، ويفصله عن اللب الصلب منطقة انتقالية شبه منصهرة يبلغ سمكها (450) كيلومترا تعتبر الجزء الاسفل من هذا النطاق الذي يمثل الأرض السادسة. ويكون كل من اللب الصلب والسائل حوالي 31% من كتلة الأرض.
النطاق الأسفل من وشاح الأرض - الوشاح السفلي:
وهو نطاق صلب يحيط بلب الأرض السائل، ويبلغ سمكه حوالي (2215) كيلومتراً (من عمق 670 كم إلي عمق 2885 كم) ويفصله عن الوشاح الأوسط (الذي يعلوه) مستوي انقطاع للموجات الاهتزازية الناتجة عن الزلازل، ويعتبر هذا النطاق الأرض الخامسة.
النطاق الأوسط من وشاح الأرض - الوشاح الأوسط:
وهو نطاق صلب يبلغ سمكه حوالي (270) كيلومترا ويحدث من أعلى وأسفل مستويان من مستويات انقطاع الموجات الاهتزازية يقع أحدهما علي عمق (670) كيلومتراً (ويفصله عن الوشاح الأسفل)، ويقع الآخر علي عمق (400) كيلومترا تحت سطح الأرض، ويفصله عن الوشاح الأعلي، ويمثل هذا النطاق الأرض الرابعة.
النطاق الأعلي من وشاح الأرض-الوشاح العلوي:
وهو نطاق لدن، شبه منصهر عالي الكثافة واللزوجة، تبلغ نسبة الانصهار فيه حوالي (1%) ولذلك فإنه يعرف باسم نطاق الضعف الارضي، ويمتد بين عمق (65 إلى 120) كيلومترا، وعمق (400) كيلومترا تحت سطح الأرض، ولذلك يتراوح سمكه بين (335) و (380) كيلومترا، ويعتبر هذا النطاق الأرض الثالثة.
النطاق السفلي من الغلاف الصخري للأرض:
ويتراوح سمكه بين (40)، (60) كيلومترا وبين أعماق (60 إلى 80 كيلومتراً) و (120) كيلومترا تحت سطح الأرض، ويحده من أسفل الحد العلوي لنطاق الضعف الأرضي، ومن أعلي خط انقطاع الموجات الاهتزازية المعروفة باسم (الموهو)، ويمثل هذا النطاق الأرض الثانية.
النطاق العلوي من الغلاف الصخري للارض - قشرة الأرض:
ويتراوح سمكه بين (5، 8) كيلو مترات تحت قيعان البحر والمحيطات وبين (60، 80) كيلومترا في المتوسط تحت القارات، ويتكون غالباً من الصخور الجرانيتية المغطاة بسمك رقيق من التتابعات الرسوبية والتربة، ويغلب علي تركيبها العناصر الخفيفة في كتل القارات، والصخور القاعدية وفوق القاعدية وبعض الرسوبيات في قيعان البحار والمحيطات، وتعتبر قشرة الأرض هي الأرض الأولي.

### أرض العرب مروجا وأنهارا
روى مسلم في صحيحه بسنده عن أبي هريرة رضي الله عنه عن رسول الله ﷺ أنه قال: «لن تقوم الساعة حتى تعود أرض العرب مروجًا وأنهارًا» رواه الإمام مسلم في صحيحه حديث رقم 1681.
و حَدَّثَنَا قُتَيْبَةُ بْنُ سَعِيدٍ حَدَّثَنَا يَعْقُوبُ وَهُوَ ابْنُ عَبْدِ الرَّحْمَنِ الْقَارِيُّ عَنْ سُهَيْلٍ عَنْ أَبِيهِ عَنْ أَبِي هُرَيْرَةَ أَنَّ رَسُولَ اللَّهِ صَلَّى اللَّهُ عَلَيْهِ وَسَلَّمَ قَالَ:«لا تَقُومُ السَّاعَةُ حَتَّى يَكْثُرَ الْمَالُ وَيَفِيضَ حَتَّى يَخْرُجَ الرَّجُلُ بِزَكَاةِ مَالِهِ فَلَا يَجِدُ أَحَدًا يَقْبَلُهَا مِنْهُ وَحَتَّى تَعُودَ أَرْضُ الْعَرَبِ مُرُوجًا وَأَنْهَارًا» رواه الإمام أحمد في مسنده حديث رقم 8477, 9026.
حَدَّثَنَا مُحَمَّدُ بْنُ الصَّبَّاحِ قَالَ حَدَّثَنَا إِسْمَاعِيلُ يَعْنِي ابْنَ زَكَرِيَّا عَنْ سُهَيْلٍ عَنْ أَبِيهِ عَنْ أَبِي هُرَيْرَةَ قَالَ: قَالَ رَسُولُ اللَّهِ صَلَّى اللَّهُ عَلَيْهِ وَسَلَّمَ:«لا تَقُومُ السَّاعَةُ حَتَّى تَعُودَ أَرْضُ الْعَرَبِ مُرُوجًا وَأَنْهَارًا وَحَتَّى يَسِيرَ الرَّاكِبُ بَيْنَ الْعِرَاقِ وَمَكَّةَ لا يَخَافُ إِلَّا ضَلالَ الطَّرِيقِ، وَحَتَّى يَكْثُرَ الْهَرْجُ. قَالُوا: وَمَا الْهَرْجُ يَا رَسُولَ اللَّهِ ؟ قَالَ: الْقَتْلُ».
تعتقد بعض الدراسات الحديثة أن جزيرة العرب كانت في القديم مروجًا وأنهارًا. وأنّ بها أعدادًا من البحيرات الجافّة، والمجاري المائية القديمة المدفونة تحت رمالها السّافية، وأنّ تلك البحيرات والمجاري المائية كانت زاخرةً بالحياة، ومتدفقةً بالمياه إلى زمن قوم عاد.
ومن المؤرخين القدامى من وصف ذلك، مثل أولهما بطليموس الإسكندريّ الذي كان أميناً لمكتبة الإسكندرية، وقام برسم الأنهار المتدفِّقة في منطقة الربع الخالي الحالية بتفرعاتها، والبحيرات التي كانت تفيض إليها.

## في علم الوقاية والعلاج

### السواك

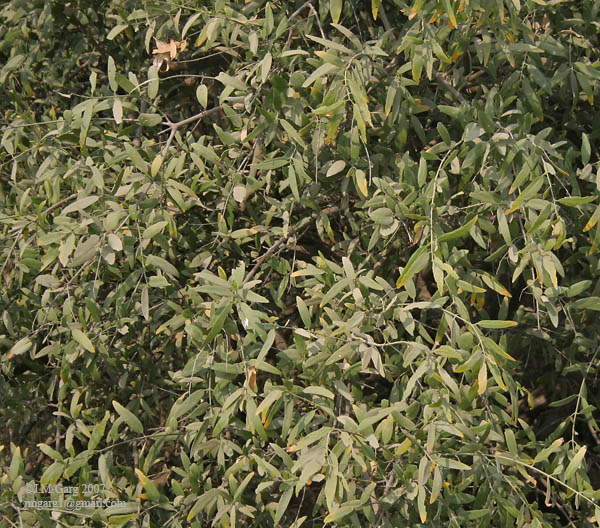
أراك زيتوني

من هالسنة النبوية الحث على استخدام السواك مع كل صلاة ـ أي خمس مرات في اليوم والليلة على أقل تقدير ـ والسواك ـ المسواك ـ هو عود من شجيرة تعرف باسم (الأراك)، وقد يتخذ من غيرها من الشجيرات من مثل الزيتون البري ـ العُتْم ـ أو من شجيرة السَّمْبُر، ولكن أفضل السواك ما اتخذ من المدادات الأرضية لشجيرة (الأراك)، لما أنه قد يتخذ من فروعها الخضراء، وهي الجودة من المساويك المتخذة من المدادات الأرضية.
- روى البخاري في صحيحه كتاب الجمعة حديث رقم 838: حَدَّثَنَا عَبْدُ اللَّهِ بْنُ يُوسُفَ قَالَ أَخْبَرَنَا مَالِكٌ عَنْ أَبِى الزِّنَادِ عَنْ الأَعْرَجِ عَنْ أَبِي هُرَيْرَةَ ـ رَضِي اللَّهُ عَنْهُ أَنَّ رَسُولَ اللَّهِ ـ ﷺ ـ قَالَ : «لَوْلا أَنْ أَشُقَّ عَلَى أُمَّتِى أَوْ عَلَى النَّاسِ لأَمَرْتُهُمْ بِالسِّوَاكِ مَعَ كُلِّ صَلاةٍ».
- وأيضًا رواه مسلم بن الحجاج في صحيحه كتاب الطهارة حديث رقم 370: حَدَّثَنَا قُتَيْبَةُ بْنُ سَعِيدٍ وَعَمْرٌو النَّاقِدُ وَزُهَيْرُ بْنُ حَرْبٍ قَالُوا حَدَّثَنَا سُفْيَانُ عَنْ أَبِي الزِّنَادِ عَنِ الأَعْرَجِ عَنْ أَبِي هُرَيْرَةَ عَنِ النَّبِيِّ ـ ﷺ ـ قَالَ : «لَوْلا أَنْ أَشُقَّ عَلَى الْمُؤْمِنِينَ، وَفِي حَدِيثِ زُهَيْرٍ (عََلَى أُمَّتِي) لأَمَرْتُهُمْ بِالسِّوَاكِ عِنْدَ كُلِّ صَلاةٍ» (البخاري ومسلم).[10]
- وروى النسائي في سننه، كتاب الطهارة، حديث رقم 5:

أَخْبَرَنَا حُمَيْدُ بْنُ مَسْعَدَةَ وَمُحَمَّدُ بْنُ عَبْدِ الأَعْلَى عَنْ يَزِيدَ وَهُوَ ابْنُ زُرَيْعٍ قَالَ حَدَّثَنِي عَبْدُ الرَّحْمَنِ بْنُ أَبِي عَتِيقٍ قَالَ حَدَّثَنِي أَبِي قَالَ سَمِعْتُ عَائِشَةَ عَنِ النَّبِيِّ ـ صَلَّى اللَّهُ عَلَيْهِ وَسَلَّمَ ـ قَالَ: «السِّوَاكُ مَطْهَرَةٌ لِلْفَمِ مَرْضَاةٌ لِلرَّبِّ».
جرت مجموعة من الدراسات العلمية على السواك المستخرج من شجر الأراك، بينت ما يلي:
1. اكتشاف احتواء مستخلص ذلك النبات على مواد تعادل في قوتها بعض المعقمات الفموية مثل كلورهيكسيدين غلوكونات.[11]
2. احتواء مستخلص نبات الأراك على مادة BITC، وهي مادة تمنع تأثير بعض المواد المسببة للتسوس، والمواد السامة للجينات. والجرعات العالية منها (التراكيز 133.3 نانوغرام/مل) لها تأثير مضاد فيروسي تجاه فيروس الهربس البسيط 1.[12]
3. احتواء السواك على مادة الSalvadorine القلوية، التي تعمل على زيادة إنتاج اللعاب ورفع باهاء (إنقاص حموضة) الفم.[13]
4. تأثير مضاد للجراثيم المرتبطة بالتسوس والتهاب اللثة.
5. تأثير مضاد لتشكل اللويحات على الأسنان والتي تسبب التسوس تحتها.[14]
6. وجدت دراسة أن مستخلص سواك الأراك المائي يقلل من نمو بعض الفطريات، مثل المبيضات البيض والرشاشية الصفراء Aspergillus flavus.[15]

### ماء زمزم لما شرب له

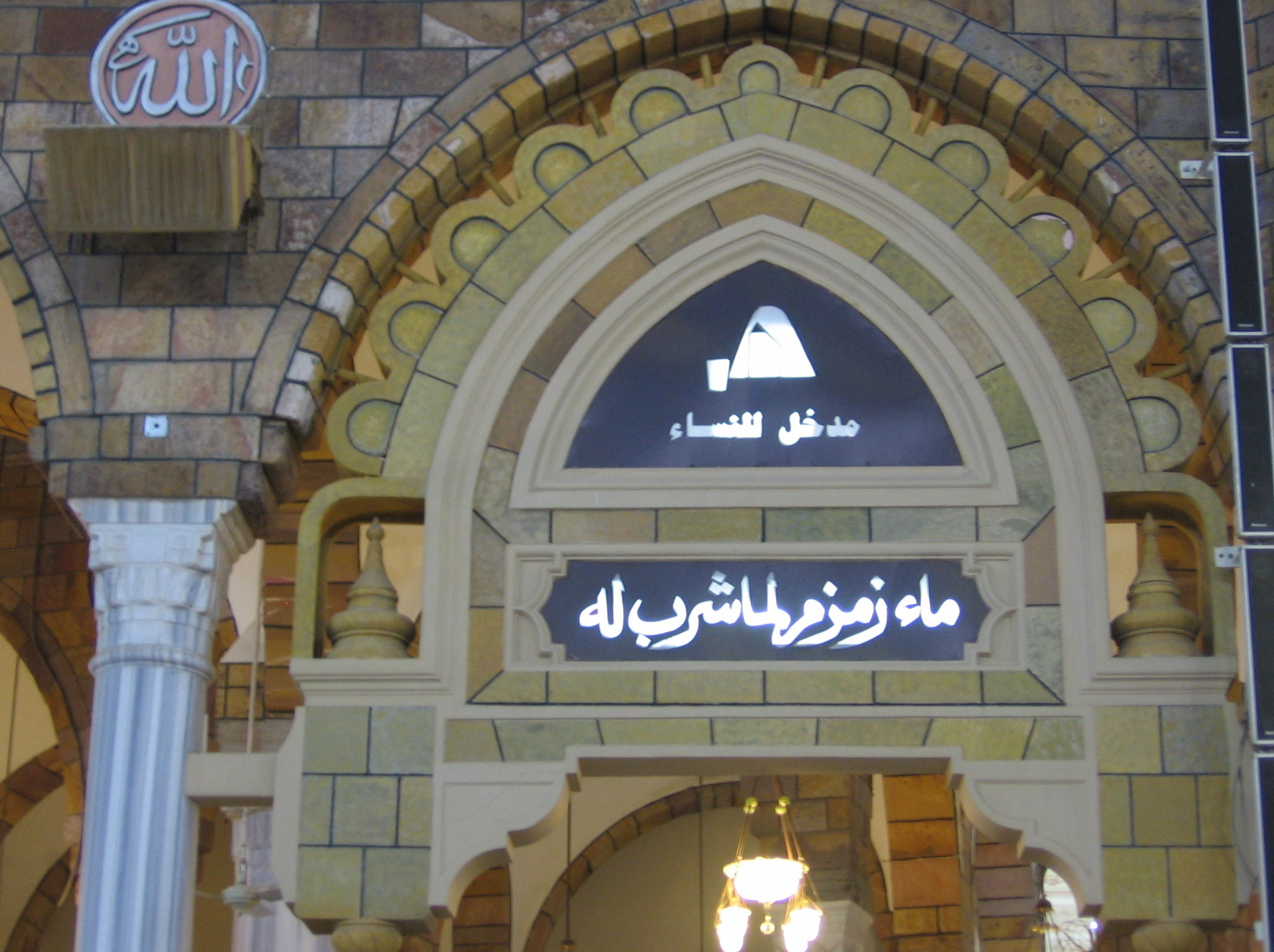
مدخل خاص بالنساء كتب عليه عبارة «ماء زمزم لما شرب له».

لماء زمزم مكانة وفضائل كثيرة عند المسلمين، منها:
أنه أولى الثمرات التي أعطاها الله لخليله النبي إبراهيم عندما رفع يديه وقال: ﴿رَبَّنَا إِنِّي أَسْكَنْتُ مِنْ ذُرِّيَّتِي بِوَادٍ غَيْرِ ذِي زَرْعٍ عِنْدَ بَيْتِكَ الْمُحَرَّمِ رَبَّنَا لِيُقِيمُوا الصَّلَاةَ فَاجْعَلْ أَفْئِدَةً مِنَ النَّاسِ تَهْوِي إِلَيْهِمْ وَارْزُقْهُمْ مِنَ الثَّمَرَاتِ لَعَلَّهُمْ يَشْكُرُونَ ۝٣٧﴾،(سورة إبراهيم: آية 37). وأن ماء زمزم من الآيات البينات في حرم الله، قال بحرق: «ومن الآيات البينات في حرم الله: الحجر الأسود والحطيم وانفجار ماء زمزم بعقب جبريل عليه السلام وأن شربه شفاء للسقام وغذاء للأجسام بحيث يغني عن الماء والطعام».
كما أنه يعد من أعظم النعم والمنافع المشهودة التي ذكرت في القرآن: ﴿ليشهدوا منافع لهم﴾، (سورة الحج: آية 28). ومن الفضائل لماء زمزم خاصية الاستشفاء به، كما جاء في الحديث النبوي «إِنَّهَا مُبَارَكَةٌ إِنَّهَا طَعَامُ طُعْمٍ» وزاد غير مسلم «وَشِفَاءُ سُقْمٍ»،  قال الثعالبي في ثمار القلوب: «فكم من مبتلى قد عوفي بالمقام عليه والشرب منه والاغتسال به بعد أن لم يدع في الأرض ينبوعا إلاّ أتاه واستنفع فيه».
ثبت أن رسول الله محمد شرب ماء زمزم وهو قائم، روى البخاري عن العباس بن عبد المطلب، أنه قال: «سقيت رسول الله من زمزم وهو قائم»، كما ورد عنه أن ماء زمزم لما شرب له، وقد نص علماء المسلمين على أن الدعاء بعد الفراغ من شربه مما ترجى إجابته. روى أحمد والحاكم والدارقطني عن ابن عباس، وأحمد عن جابر عن رسول الله محمد، أنه قال:
| الإعجاز العلمي في السنة النبوية | ماء زمزم لما شرب له | الإعجاز العلمي في السنة النبوية |
| — حديث نبوي                     |                     |                                 |

تم عمل أحد الأبحاث لمقارنة التركيب الكيميائي بين ماء زمزم وبين مصدر مياه آخر صالح للشرب، فوجد أن هنالك تبايناً ملحوظاً في خصائصهما الكيميائية المختلفة، إضافة إلى درجة الحموضة (pH) التي ظهرت بنتيجة 8، بينما كانت في المياه العادية بنتيجة 7,2 حسب باحثين في جامعة الملك سعود.
| تركيز المعادنحسب باحثين في جامعة الملك سعود | تركيز المعادنحسب باحثين في جامعة الملك سعود | تركيز المعادنحسب باحثين في جامعة الملك سعود |
| المعدن                                      | التركيز (مليجرام / لتر)                     | التركيز (مليجرام / لتر)                     |
| المعدن                                      | ماء زمزم                                    | ماء صنبور عادي                              |
| ------------------------------------------- | ------------------------------------------- | ------------------------------------------- |
| الصوديوم                                    | 133                                         | 37.8                                        |
| الكالسيوم                                   | 96                                          | 75.2                                        |
| المغنسيوم                                   | 38.88                                       | 6.8                                         |
| البوتاسيوم                                  | 43.3                                        | 2.7                                         |
| البيكربونات                                 | 195.4                                       | 70.2                                        |
| الكلوريد                                    | 163.3                                       | 73.3                                        |
| الفلوريد                                    | 0.72                                        | 0.28                                        |
| النترات                                     | 124.8                                       | 2.6                                         |
| الكبريتات                                   | 124.0                                       | 107                                         |
| مجموع المواد القلوية الذائبة                | 835                                         | 350                                         |

وكل مركب من هذا المركبات الكيميائية له دوره المهم في النشاط الحيوي لخلايا جسم الإنسان، وفي تعويض الناقص منها في داخل تلك الخلايا.

### البدانة
حذر النبي من البدانة وأن المعدة بيت الداء، فقال: (ما ملأ آدمى وعاء شراً من بطنه بحسب ابن آدم لقيمات يقمن صلبه فإن كان لابد فاعلاً فثلث لطعامه وثلث لشرابه وثلث لنفسه) رواه الإمام أحمد والترمذي وغيرهما وقوله : المعدة بيت الداء.
ومن المعلوم أن تم اعتبار السمنة من أخطر الأمراض في العصر الحديث، وتحذر منظمات الصحة العالمية منها، حيث تزيد السمنة من احتمالية الإصابة بالعديد من الأمراض الجسدية والعقلية. يمكن ملاحظة انتشار مثل تلك الأمراض في المتلازمة الأيضية،  والتي تمثل مزيجاً من الاضطرابات التي تشتمل على: سكري النمط الثاني، ضغط الدم المرتفع، ارتفاع معدل الكوليسترول في الدم، وارتفاع مستوى الدهون الثلاثية.

### الحجامة

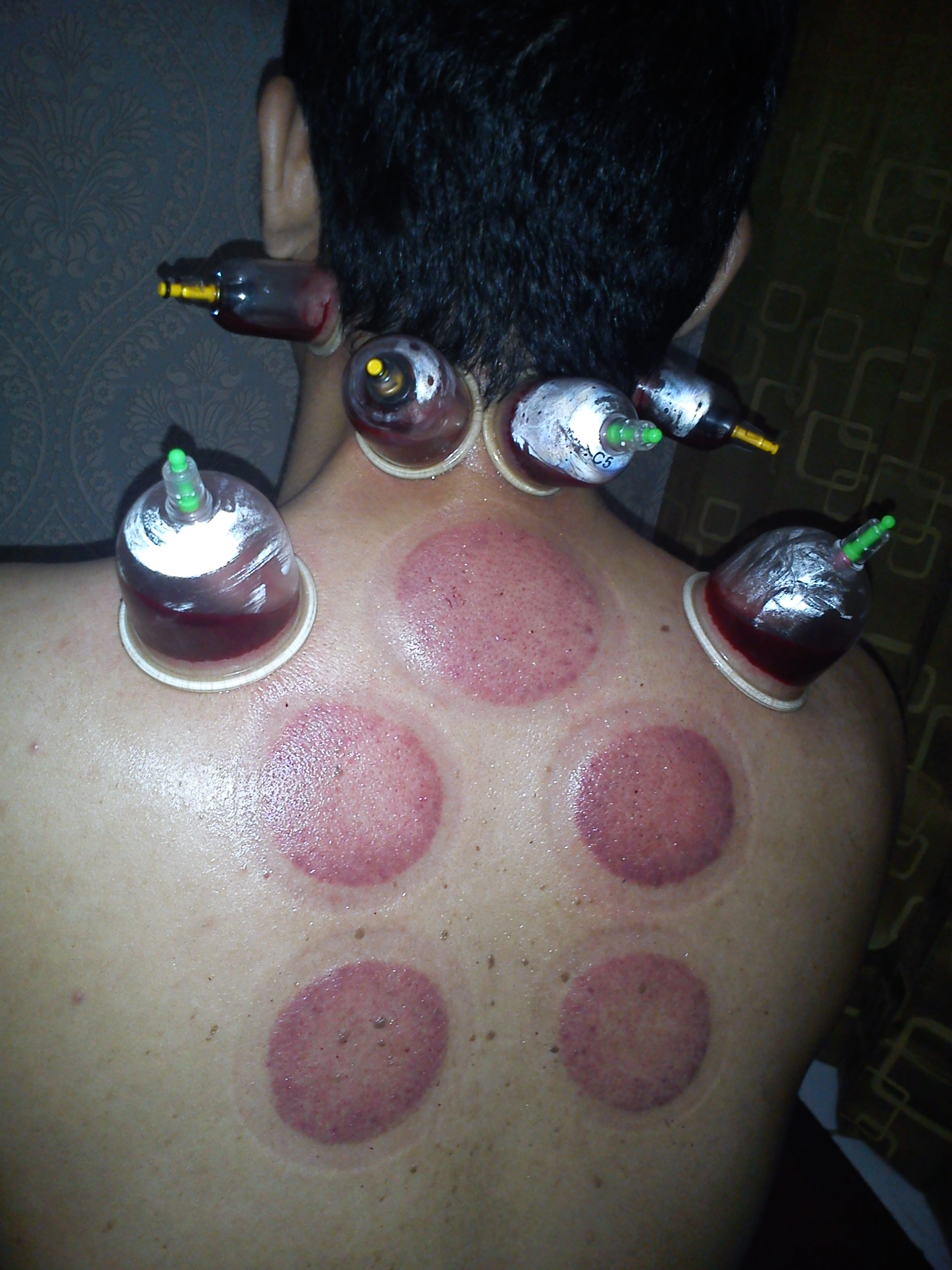
العلاج بالحجامة

لما جاء الإسلام أقر ممارسة الحجامة؛ فقد مارسها الرسول محمد وتعتبر من الأدوية النبوية الطبيعية التي وردت في الطب النبوي، وسبب ورودها بالحجامة أن العرب في الغالب ما كانوا يعرفون الفصد، ولأن الحجامة أأمن منه وأنفع في البلاد الحارة. حيث قال في الصحيحين:
روى جابر عن النبي قال:
وعن أبن عباس عن النبي قال:
.
وقالوا أن النبي احتجم في رأسه من وجع كان به، وفي رواية من شقيقة كانت به، وقال أنس أنه احتجم في الأخدعين والكاهل والبعض قال ظهر قدمه. وفي رواية عنه أن ما من أحد اشتكى إليه وجعاً في رأسه إلا قال له: احتجم. ولا وجعاً في رجليه إلا قال له: أخضبهما بالحناء.
وجاء في الطب النبوي أن الحجامة على الساقين تقارب الفصد وتضر الطمث وعلى القفا للرمد والبخر والصداع.
وتمنع الحجامة والفصد لمن حصل له هيضة والناقة والشيخ الكبير والضعيف الكبد والمعدة ومترتل الوجه والأقدام والحامل والنفساء والحائض وأفضل أوقات الفصد والحجامة الثانية والثالثة من النهار. وعن الترمذي أن رسول الله قال: «خَيْرُ مَا تَحْتَجِمُونَ فِيهِ يَوْمَ سَابِعَ عَشَرَ وَتَاسِعَ عَشَرَ أَوْ وَاحِدٍ وَعِشْرِينَ لَا يَتَبَيَّغْ بِأَحَدِكُمُ الدَّمُ فَيَقْتُلَهُ».
وعن أنس: «كَانَ رَسُولُ اللَّهِ - صَلَّى اللَّهُ عَلَيْهِ وَسَلَّمَ - يَحْتَجِمُ فِي الْأَخْدَعَيْنِ وَالْكَاهِلِ وَكَانَ يَحْتَجِمُ لِسَبْعَ عَشْرَةَ وَتِسْعَ عَشْرَةَ وَإِحْدَى وَعِشْرِينَ».
وتذكر بعض الدراسات أن العلاج بالحجامة يعمل على تحسين حالة الجسم البدنية والنفسية بالإضافة لعلاج العديد من الاضطرابات الدموية مثل الأنيميا والناعور وبعض حالات الروماتيزم وبعض الاضطرابات الجلدية مثل الالتهابات وحب الشباب. ووفقاً لدراسة علمية أجريت للمقارنة بين الدم المأخوذ من الوريد والدم المستخرج بعد الحجامة، تبين أنه هناك اختلافاً بينهما من حيث التركيب. حيث كان دم الحجامة يحوي نسبة أكبر من المواد كحمض اليوريك، والكولسترول، والدهون الثلاثية. في حين لم يختلف دم الحجامة كثيراً عن الدم الوريدي من حيث كريات الدم البيضاء، لكنه فاق الدم الوريدي بشكل كبير من حيث كريات الدم الحمراء والهيموغلوبين، في حين احتوى دم الحجامة نسبة أقل من الصفائح الدموية مقارنة بالدم الوريدي. وأشارت دراسة أخرى أيضا إلى وجود «اختلافات معتبرة» بين دم الحجامة والدم الوريدي من حيث التركيب الكيميائي الحيوي، والهيماتولوجي، وتركيب عوامل المناعة.

### النهي عن الشرب والأكل واقفاً
عن أبي سعيد الخدري أن النبي صلى الله عليه وسلم زجر عن الشرب قائماً. وعن أنس أن النبي صلى الله عليه وسلم «أنه نهى أن يشرب الرجل قائماً»، قال قتادة : فقلنا فالأكل ؟، فقال : ذاك أشر وأخبث «رواه مسلم والترمذي . وعن أبي هريرة أن النبي صلى الله عليه وسلم قال: لا يشربن أحدكم قائماً فمن نسي فليستقي» رواه مسلم. وعن أنس بن مالك رضي الله عنه قال:«نهى رسول الله صلى الله عليه وسلم عن الشرب قائماً وعن الأكل قائماً وعن المجثمة والجلالة والشرب من فيّ السقاء».
قول عبد الرزاق الكيلاني: أن الشرب وتناول الطعام جالساً أصح وأسلم وأهنأ وامرأ حيث يجري ما يتناول الآكل والشارب على جدران المعدة بتؤدة ولطف. أما الشرب واقفاً فيؤدي إلى تساقط السائل بعنف إلى قعر المعدة ويصدمها صدماً، وإن تكرار هذه العملية يؤدي مع طول الزمن إلى استرخاء المعدة وهبوطها وما يلي ذلك من عسر هضم. وإنما شرب النبي واقفاً لسبب اضطراري منعه من الجلوس مثل الزحام المعهود في المشاعر المقدسة، وليس على سبيل العادة والدوام. كما أن الأكل ماشياً ليس من الصحة في شيء وما عرف عند العرب والمسلمين.
ويرى إبراهيم الراوي أن الإنسان في حالة الوقوف يكون متوتراً ويكون جهاز التوازن في مراكزه العصبية في حالة فعالة شديدة حتى يتمكن من السيطرة على جميع عضلات الجسم لتقوم بعملية التوازن والوقوف منتصباً. وهي عملية دقيقة يشترك فيها الجهاز العصبي العضلي في آن واحد مما يجعل الإنسان غير قادر للحصول على الطمأنينة العضوية التي تعتبر من أهم الشروط الموجودة عند الطعام والشراب، هذه الطمأنينة يحصل عليها الإنسان في حالة الجلوس حيث تكون الجملة العصبية والعضلية في حالة من الهدوء والاسترخاء وحيث تنشط الأحاسيس وتزداد قابلية الجهاز الهضمي لتقبل الطعام والشراب وتمثله بشكل صحيح. ويؤكد الراوي أن الطعام والشراب قد يؤدي تناوله في حالة الوقوف (القيام) إلى إحداث انعكاسات عصبية شديدة تقوم بها نهايات العصب المبهم المنتشرة في بطانة المعدة، وإن هذه الانعكاسات إذا حصلت بشكل شديد ومفاجئ فقد تؤدي إلى انطلاق شرارة النهي العصبي الخطيرة Vagal Inhibation لتوجيه ضربتها القاضية للقلب، فيتوقف محدثاً الإغماء أو الموت المفاجئ.
لاحظ الأطباء الشعاعيون أن قرحات المعدة تكثر في المناطق التي تكون عرضة لصدمات اللقم الطعامية وجرعات الأشربة بنسبة تبلغ 95% من حالات الإصابة بالقرحة. كما أن حالة عملية التوازن أثناء الوقوف ترافقها تشنجات عضلية في المريء تعيق مرور الطعام بسهولة إلى المعدة ومحدثة في بعض الأحيان آلاماً شديدة تضطرب معها وظيفة الجهاز الهضمي وتفقد صاحبها البهجة عند تناوله الطعام وشرابه.

### الحبة السوداء

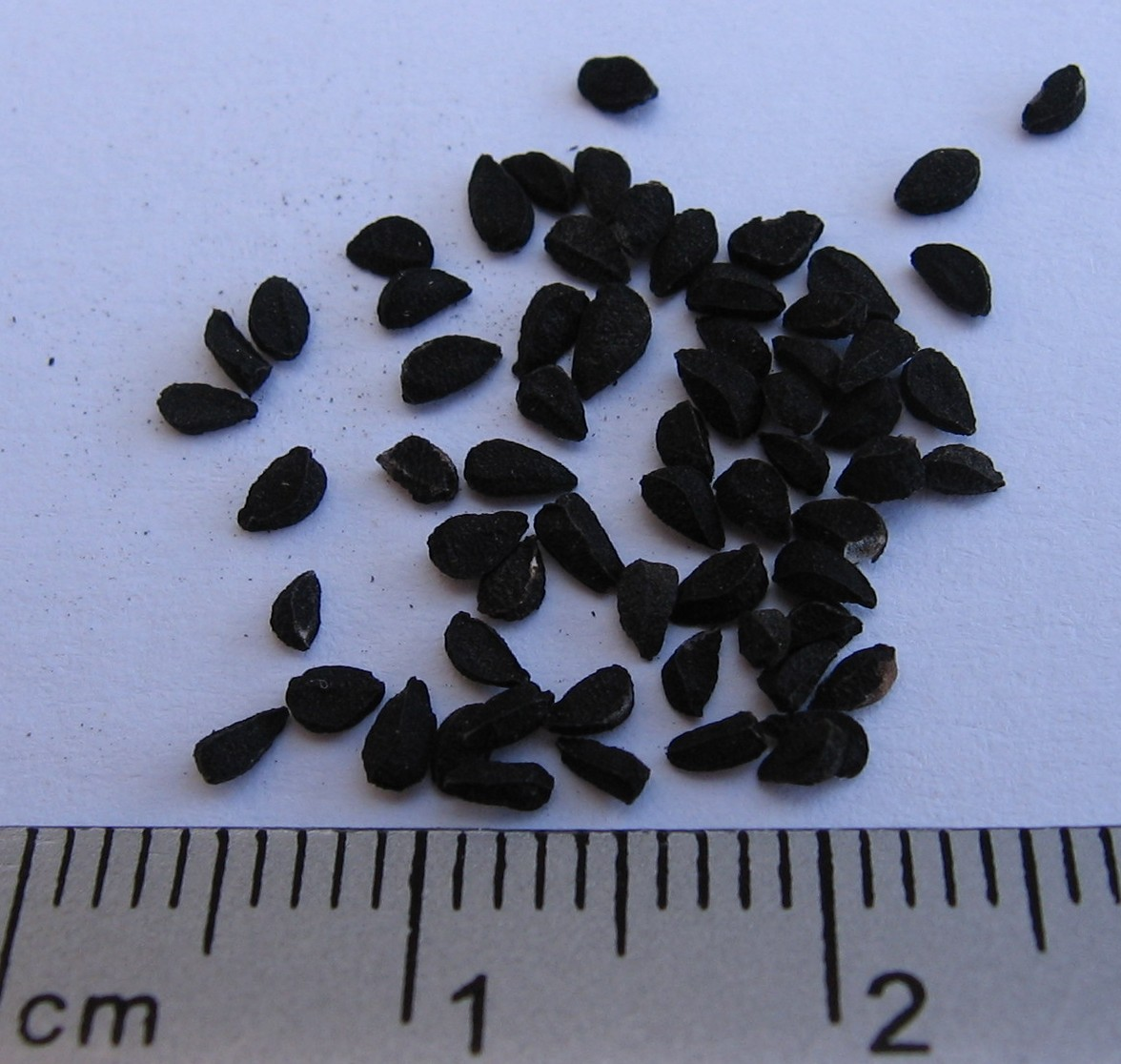
الحبة السوداء (حبة البركة).

ذكر النبي أن للحبة السوداء شفاء للأمراض، فقال: «عليكم بهذه الحبة السوداء، فإن فيها شفاء من كلّ داء إلا السَّام». رواه البخاري (5688) ومسلم (2215).
و قال ابن شهاب : (و السَّم : الموت، والشونيز : الحبة السوداء).
وقد كتب البيروني وهو من علماء المسلمين (1048م – 973هـ) - عن الأصل الهندي لهذا النبات ومدى قيمته الغذائية والصحية، وتحتل حبة البركة في الطب اليوناني/العربي- الذي وضع أسسه «هيبوقراتس» و«جالن» و«ابن سينا»- مكانة كبيرة؛ حيث كانت لها أهمية كبيرة في علاج أمراض الكبد والجهاز الهضمي. وفي كتابه الشهير «القانون في الطب»، يرى ابن سينا أن حبة البركة يمكن أن تحفز الطاقة وتساعد على التغلب على الإرهاق والإجهاد. قال ابن سينا: «والشونيز (حبة البركة) حريف مقطع للبلغم جلاء ويحلل الريح والنفخ وتنقيته بالغة ويوضع مع الخل على البثور اللبنية ويحل الأورام البلغمية والصلبة ومع الخل على القروح البلغمية والجرب المتقرح، وينفع من الزكام وخصوصًا مسحوقاً ومجعولاً في صرة كتان، يطلى على جبهة من به صداع. وإذا نقع في الخل ليلة ثم سحق وأُعطي للمريض يستنشقه نفع من الأوجاع المزمنة في الرأس. لقتل الديدان ولو طلاء على السرة، ويدر الطمث إذا استعمل أياماً ويسقى بالعسل والماء الحار للحصاة في المثانة والكِلى».
في الولايات المتحدة أثبت الباحثون أن الحبة السوداء تنشط الجهاز المناعي عند الإنسان. وفي بريطانيا نشرت دراسة عام 1996 في مجلة Planta Medica، ذكر فيها الدكتور «هوتون» خصائص زيت الحبة السوداء الطيار المضادة لآلام المفاصل والروماتيزم. وقد قامت بهذه الدراسة الباحثة العربية «ريما أنس مصطفى الزرقا» في مخابر جامعة كينغستن في لندن، تحت إشراف أساتذة بريطانيين. وأثبتت تلك الدراسة أيضا وجود خواص مضادة للجراثيم في زيت الحبة السوداء الطيار.
من تلك الدراسات تجربة أجريت على الفئران، وأشارت إلى فائدة الحبة السوداء في تخفيف أعراض الحساسية عند الفئران. وقد نشرت هذه الدراسة في إحدى أشهر المجلات العالمية Annals of Allergy عام 1993. وكانت هناك دراسة أخرى نشرتها مجلة " International Journal of Pharmacology " عام 1993 وأشارت إلى قدرة خلاصة الحبة السوداء على خفض سكر الدم عند الأرانب. كما نشرت مجلة Phytotherapy Research عام 1992 دراسة أشارت إلى فوائد زيت الحبة السوداء الطيار في تثبيط نمو جرثومين شهيرين يوديان بحياة مئات الألوف من الأطفال في العالم، وهما جرثوم الكوليرا والشيغلا، واللذان يسببان الإسهالات الشديدة عند الأطفال.
مادة Thymoquinone هي أحد المواد الفعالة الأكثر أهمية في حبة البركة، وقد أجريت عليها الكثير من الأبحاث العملية المختلفة واثبت نجاعتها في المساهمة في علاج مرض السرطان مثل سرطان البنكرياس، سرطان الثدي، سرطان المعدة وسرطان القولون. كما وجد وفق الأبحاث العلمية ان مادة Thymoquinone فعالة في علاج السكري وعلاج الحساسية بأنواعها.

### الخل

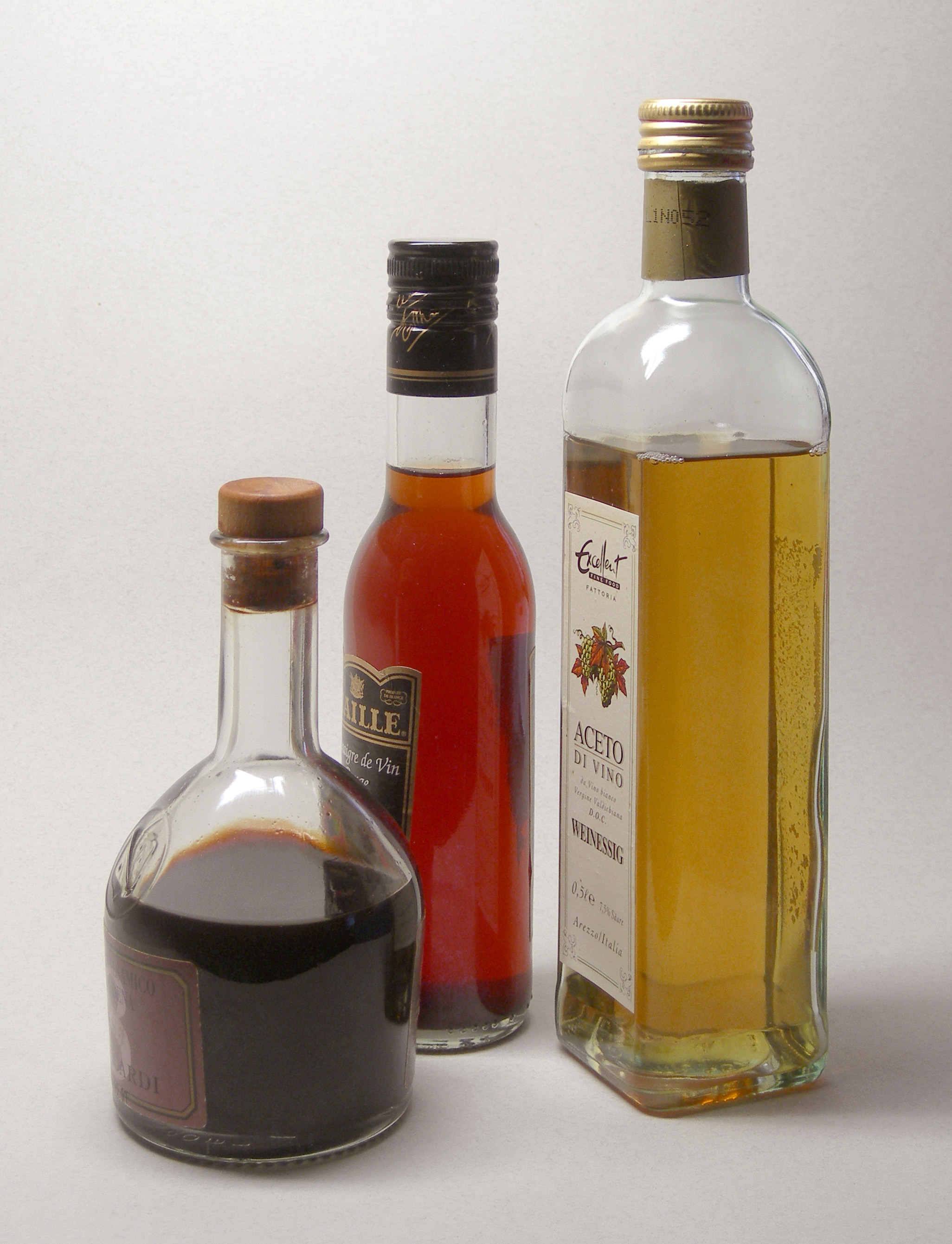
الخل محلول مخفف من حمض الخليك ويمكن الحصول على الخل بتخمير ثمار معظم الفواكه مثل التمر أو العنب أو التفاح.

قال النبي: «نِعم الإدامُ الخل» الحديث رواه مسلم (4/16) وأحمد (3/301). وقال: «اللهم بارك في الخلِّ فإنَّه كان إدام الأنبياء قبلي» رواه ابن ماجة (3318)، وضعيف الجامع (5973).
ثبت علمياً أن للخل فوائد عدة، فهو يقلل دهون الدم، وذلك إذا أخذ بواقع ملعقة على ماء السلاطة الخضراء مع الأكل، فهو يذيب الدهون، وذلك لأن الخل هو حمض الأستيك والذي له علاقة بالبروتين، والدهون والكربوهيدرات، يسمى أسيتوأسيتات Acetoacetate ـ أي أن تناول الخل بصفة منتظمة في مكونات الطعام، أي في السلاطة الخضراء أو ملعقة صغيرة على كوب ماء، وبخاصة إذا كان خل التفاح، فإنه يحافظ على مستوى دهون الجسم، كما يقلل من فرصة تصلب الشرايين أو تنعدم تماماً، لأنه يحول الزائد منها إلى المركب الوسطي وهو الأسيتوأسيتات الذي يدخل في التمثيل الغذائي. وخل التفاح أفضل أنواع الخل، لأنه بجانب حمض الأستيك المكون الأساسي له، فإنه يحتوي على عديد من الأحماض العضوية اللازمة للجسم في التمثيل الغذائي، إلى جانب العديد من المعادن اللازمة للجسم.
و قد جاء في كتاب الطب الشعبي للدكتور جارفيس أن الخل مطهر للأمعاء من الجراثيم، كما أنه مطهر لالتهابات حوض الكلى والمثانة.

### الوقاية من الأمراض
ورد في الحديث أن النبي قال: (غطوا الإناء وأوكئوا السقاء، فإن في السنة ليلة ينزل فيها وباء، لا يمر بإناء ليس عليه غطاء، أو سقاء ليس عليه وكاء، إلا نزل فيه من ذلك الوباء) رواه مسلم. وذلك من قواعد حفظ الصحة بالاحتراز من عدوى الأوبئة والأمراض المعدية، ويبين الحديث أن الأمراض المعدية تسرى في مواسم معينة من السنة.

## في علم الوراثة

### تخيروا لنطفكم فإن العرق دساس

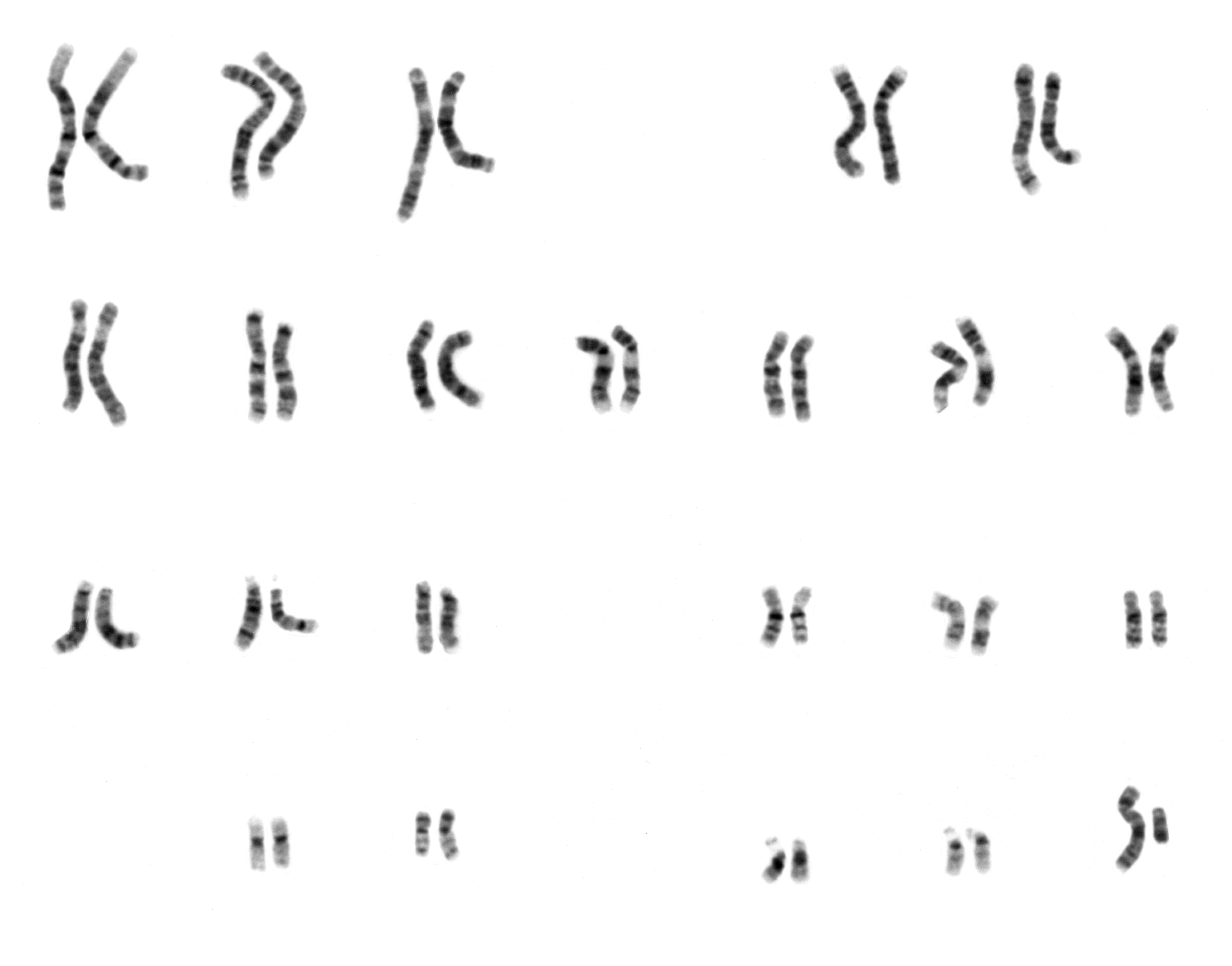
الكروموزومات البشرية.

قال النبي: (تخيروا لنطفكم فإن العرق دساس)، رواه ابن ماجه والديملي. وعندما جاء إليه رجل من بنى فزارة يقول له: ولدت امرأتى غلاماً أسود، وهو حينئذ يعرض بأن ينفيه. فقال رسول صلى الله عليه وسلم: هل لك من إبل؟ قال : نعم. قال: فما ألوانها ؟ قال: حمر. قال: هل فيها من أورق - أي أسمر وما كان لونه كلون الرماد. قال: إن فيها لورقا. قال: فأنى أتاها ذلك. قال: عسى أن يكون نزعة عرق. قال: فهذا عسى أن يكون نزعة عرق.
قرر الحديث تأثير العامل الوراثى الكامن الذي أكدته بحوث علماء الوراثة؛ حيث أن علم الوراثة الحديث يؤكد أن الشبه بين المولود ووالديه قد يكون غير ظاهر، بل بعيداً كل البعد عن كلا الأبوين. كما حدث للفرازى الذي جاءته امرأته بغلام أسود؛ حيث أن الصفات الوراثية قد تكون سائدة Dominant وقد تكون منتحية Recessive فإذا اتفق وكان كل من الأب والأم يحملان أحد هذه الصفات المنتحية، فإن ربع أولادهم تقريبا ستظهر فيهم هذه الصفة المنتحية بصورة واضحة جلية، وذلك لاجتماع الصفتين من كل الأب والأم وهذا ما يجعل الزواج من الأقارب consanguinity يظهر الصفات والأمراض المنتحية التي كانت مختفية.

## في علم التشريح

### النوم على الجانب الأيمن
روى الشيخان عن البراء بن عازبٍ، قال: قال لي رسول الله صلى الله عليه وسلم: «إذا أتيت مضجعك فتوضأ وضوءك للصلاة، ثم اضطجع على شقك الأيمن، وقل: اللهم أسلمتُ نفسي إليك، وفوضت أمري إليك، وألجأت ظهري إليك، رهبةً ورغبةً إليك، لا ملجأ ولا منجا منك إلا إليك، آمنتُ بكتابك الذي أنزلت، وبنبيك الذي أرسلت، فإن متَّ متَّ على الفطرة، فاجعلهن آخر ما تقول».
يذكر الدكتور صالح أحمد رضا أن هذا الحديث من الإعجاز العلمي في السنة النبوية، حيث يذكر أن الطب الحديث أثبت أن الكبد أكبر من المعدة، وهي تقع في الطرف الأيمن، فعندما ننام على الطرف الأيمن تستريح المعدة فوق الكبد، وأما العكس فتتأثر المعدة من ثقل الكبد، وبخاصة في أول النوم؛ لأن النوم على الجانب الأيسر يضرُّ بالقلب، ويعيق التنفس.

### مفاصل جسم الإنسان

منظر أمامي للهيكل العظمي

روى مسلم في صحيحه عن عائشة أن رسول الله صلى الله عليه وسلم قال: «إنه خلق كل إنسان من بني آدم على ستين وثلاثمائة مفصل فمن كبر الله وحمد الله وسبح الله واستغفر الله وعزل حجراً من طريق الناس أو شوكة أو عظماً عن طريق الناس وأمر بالمعروف ونهى عن منكر عدد تلك الستين والثلاثمائة سلامي فإنه يمشي يومئذ وقد زحزح عن النار».

والمقصود من السلامي هي المفاصل التي يمكن لعظام أن تتحرك عبرها.

منظر خلفي للهيكل العظمي

يذكر الدكتور حامد أحمد حامد في كتابه «رحلة الإيمان في جسم الإنسان» أن المجموع الكلي للمفاصل في جسم الإنسان هو بالضبط ثلاثمائة وستون مفصلا، وهي المفاصل المتحركة التي تعطي الهيكل العظمي القدرة على الحركة بمرونة أما الفواصل الثابتة لتلك الموجودة بين عظام الجمجمة فلا تدخل في عداد السلامي وتعرف باسم «المفاصل الزليلية» لاحتوائها على سوائل تعين على انزلاق العظام دون ارتطام بعضها ببعض ويعرف باسم «السائل الزليلي» وفصلها عدد المفاصل كالأتي :
أولاً: بالعمود الفقري 147 مفصلا منها:
1. 25 مفصلا بين الفقرات
2. 72 مفصلا بين الفقرات والأضلاع
3. 50 مفصلا بين الفقرات عن طريق اللقيمات الجانبية

ثانياً: بالصدر 24 مفصلاً منها :
1. 2 مفصلا بين عظمتي القص والقفص الصدري
2. 18 مفصلا بين القص والضلوع
3. 2 مفصل بين الترقوة ولوحي الكتف
4. 2 مفصل بين لوحي الكتف والصدر

ثالثاً: بالطرف العلوي 86 مفصلاً منها:
1. 2 مفصل بين عظام الكتفين
2. 6 مفاصل بين عظام الكوعين
3. 8 مفاصل بين عظام الرسغين
4. 70 مفصلا بين عظام اليدين

رابعاً: بالطرف السفلي 88 مفصلاً منها:
1. 2 مفصل للفخذين
2. 6 مفاصل بين عظام الركبتين
3. 6 مفاصل بين عظام الكاحلين
4. 74 مفصلا بين عظام القدمين

خامساً: بالحوض 15 مفصلاً منها:
1. 4 مفاصل بين عظام الركبة
2. 4 مفاصل بين فقرات العصعص
3. 6 مفاصل بين عظام الحق
4. 1 مفصل الإرفاق العاني

المجموع : 360 مفصلاً.

## هوامش
- 1: للتعرف على الضوابط التي حددها العلماء لكون الحديث النبوي معتبرًا في أحاديث الإعجاز العلمي انظر: زغلول النجار: الإعجاز العلمي في السُّنة النبوية ص26-32.